# Harmsiopanax
Harmsiopanax là chi thực vật có hoa trong họ Araliaceae.